# Kilimani (Mbinga TC)
Kilimani ist ein Verwaltungsbezirk (Ward) des Distrikts Mbinga (TC) in der tansanischen Region Ruvuma.

## Geografie
Kilimani liegt im Südwesten von Tansania südöstlich der Distrikthauptstadt Mbinga. Das gebirgige Land befindet sich in einer Höhenlage zwischen 1300 und 1600 Metern. Der Bezirk grenzt im Norden an Masumuni, Lusonga und Luhuwiko, im Nordosten an Kitanda, im Südosten an Kikolo, im Süden an Mbangamao und Kagugu und im Westen an Nyoni und Luwaita. Bei der Volkszählung 2022 lebten 14.594 Menschen in 3407 Haushalten auf einer Fläche von 121 Quadratkilometern.

## Gliederung
Der Bezirk besteht aus sieben Gemeinden (Mtaa) mit 44 Orten (Kitongoji):
| Kilimani - Kilimani Kati - Mtakuja - Inuka - Njomlole - Pachani - Ubena B - Maweni - Laini - Mkale - Mahuka - Ubena A - Tugutu - Ndilima Mholu - Makongowela - Njombe | Mkwaya - Tangi La Maji - Usagaji - Lullimbo - Lami - Mkwaya Kati - Mtandazi - Mkwaya Gerezani | Nzopai - Mwembe Chai - Gulioni - Chepuka - Makondeko - Linoga | Kitelea - Mtaa Wa Lami - Kitelea - Kimbango - Nandinga | Mhekela - Mhekela Kati - Barabara - Tope - Mtambo Wa Lami | Sepukila - Sepukila - Kitete - Kilanga - Mtwara - Mitenga | Rudisha - Rudisha - Matandawela - Sepukila Juu - Kikuyu |

## Infrastruktur
- Bildung: Die Mkwaya Secondary School ist eine staatliche weiterführende Tagesschule mit einer Ausbildung bis zur 4. Stufe.[7]
- Gesundheit: In den Gemeinden Kilimani, Mkwaya und Sepukila liegt je eine öffentliche Apotheke.[8][9][10]
- Verkehr: Durch den Nordwesten des Bezirks verläuft die asphaltierte Nationalstraße T12. Sie führt nach Südwesten zum Malawisee und nach Nordosten über Songea nach Mtwara.[11]